# مبروک المکری
مبروک المِکری (زاده ۱۸ سپتامبر ۱۹۷۶) کارگردان، فیلم‌نامه‌نویس و بازیگر تونسی‌تبار فرانسوی است.  ساخته بلند معروف سینمایی او به نام جی‌سی‌وی‌دی در مورد ژان کلود ون دم بازیگر مشهور بلژیکی، مورد توجه منتقدان سینمایی قرار گرفت. همسر او آدری دانا بازیگر سینما است.

## فیلم‌شناسی
- نور سرد روز (فیلم ۲۰۱۲)
- جی‌سی‌وی‌دی (۲۰۰۸)
- ایستاده (۲۰۰۶)
- ویرجیل (۲۰۰۵)
- شرایط مسابقه (۲۰۰۳)
- تولید برشگر (۲۰۰۰)